# Edifício Mercúrio
Edifício São Vito, no centro à direita, e Edifício Mercúrio, à esquerda, antes de serem demolidos.
Edifício Mercúrio foi um prédio residencial da cidade de São Paulo, que ficava localizado na Baixada do Glicério, na Avenida do Estado.

## História
Ao ser construído, em 1954, possuía 25 andares, aumentado para 27 muitos anos depois. Em 2008, o edifício foi desocupado pelo prefeito Gilberto Kassab e posteriormente foi demolido, junto com o seu vizinho, o Edifício São Vito. As empresas responsáveis pela demolição já estavam contratadas em abril de 2010, aguardando apenas o fim das ações judiciais. Em setembro de 2010, Kassab deu a ordem da demolição do edifício, cujo fim foi inicialmente previsto para março de 2011, porém a demolição total só foi concluída em maio.

## Desocupação
A desocupação do edifício se iniciou em dezembro de 2008, mas o prédio só ficou totalmente vazio em fevereiro de 2009. Após ficar vago, a prefeitura colocou um muro na entrada do edifício, para que ninguém entrasse no prédio.